# Alexander Östlund
Jon Alexander Östlund (Åkersberga, Suecia, 2 de noviembre de 1978) es un exfutbolista sueco, se desempeñaba como lateral derecho. También fue internacional con la selección de fútbol de Suecia y disputó una Eurocopa.

## Clubes
| Club              | País         | Año       | Partidos | Goles |
| ----------------- | ------------ | --------- | -------- | ----- |
| AIK Solna         | Suecia       | 1994-1996 | 21       | 2     |
| IF Brommapojkarna | Suecia       | 1997      | 13       | 2     |
| AIK Solna         | Suecia       | 1998      | 24       | 1     |
| Vitória SC        | Portugal     | 1998-1999 | 0        | 0     |
| IFK Norrköping    | Suecia       | 1999-2002 | 76       | 3     |
| Hammarby IF       | Suecia       | 2003-2004 | 45       | 0     |
| Feyenoord         | Países Bajos | 2004-2006 | 33       | 0     |
| Southampton FC    | Inglaterra   | 2006-2008 | 44       | 0     |
| Esbjerg fB        | Suecia       | 2008-2010 | 6        | 0     |

- Datos: Q476621